# بيت المساري (مناخة)

تعديل مصدري - تعديل

بيت المساري هي إحدى قرى عزلة بني حسن وحسين بمديرية مناخة التابعة لمحافظة صنعاء، بلغ تعداد سكانها 150 نسمة حسب تعداد اليمن لعام 2004.